# Boeing E-3 Sentry
Boeing E-3 Sentry är ett amerikanskt flygplan med ett avancerat stridsledningssystem (AWACS), som har kapacitet att följa ett stort antal flygande mål över land och hav.
E-3 Sentry, som är baserat på passagerarflygplanet Boeing 707-320B, togs i USAF:s tjänst 1977.
NATO har 17 övervakningsflyg av typen Boeing E-3 Sentry i sin tjänst.

## Liknande flygplan
- Beriev A-50

## Bilder

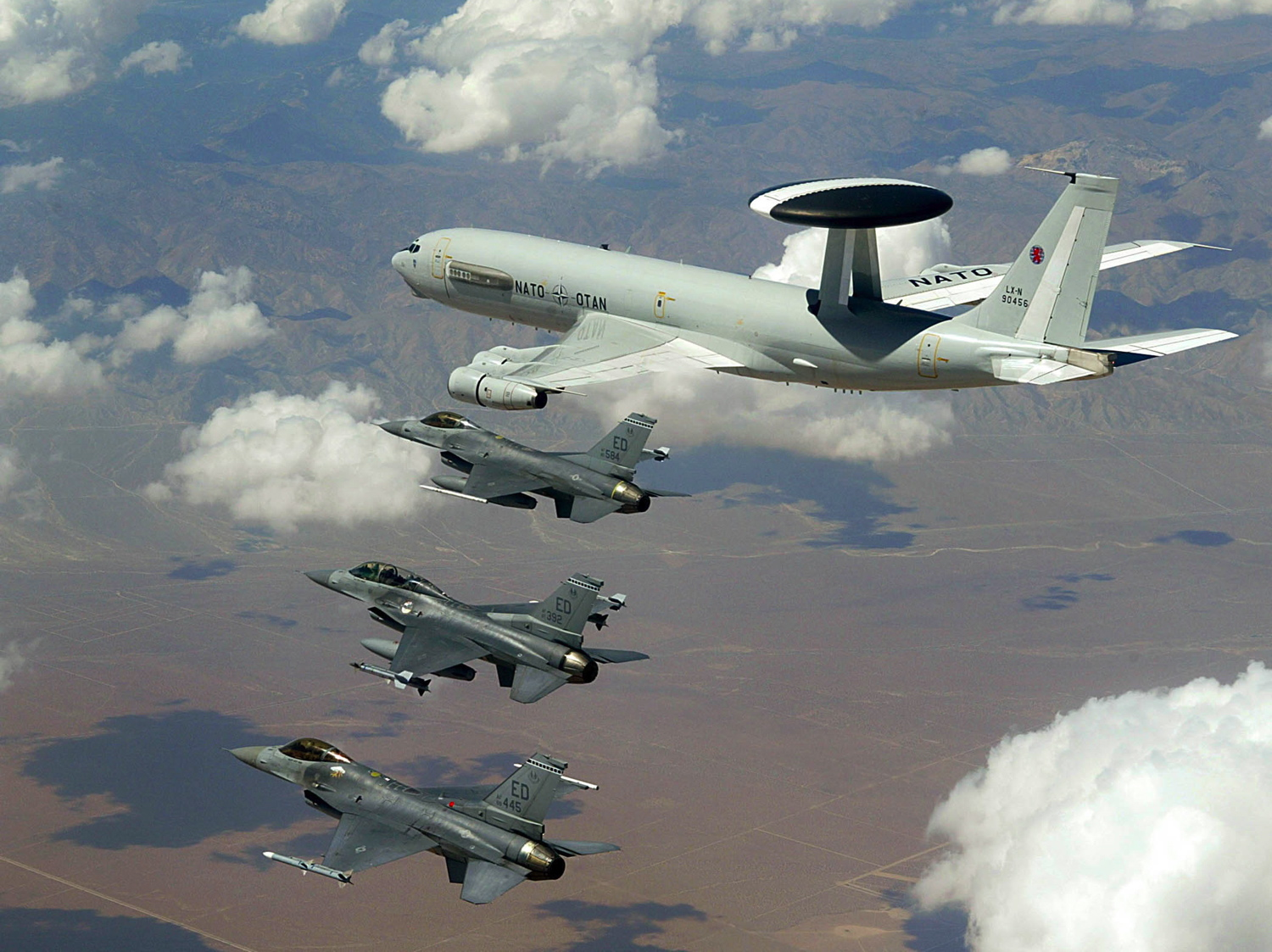
En Boeing E-3 Sentry under en övning, på bilden stöds den av tre amerikanska F-16.
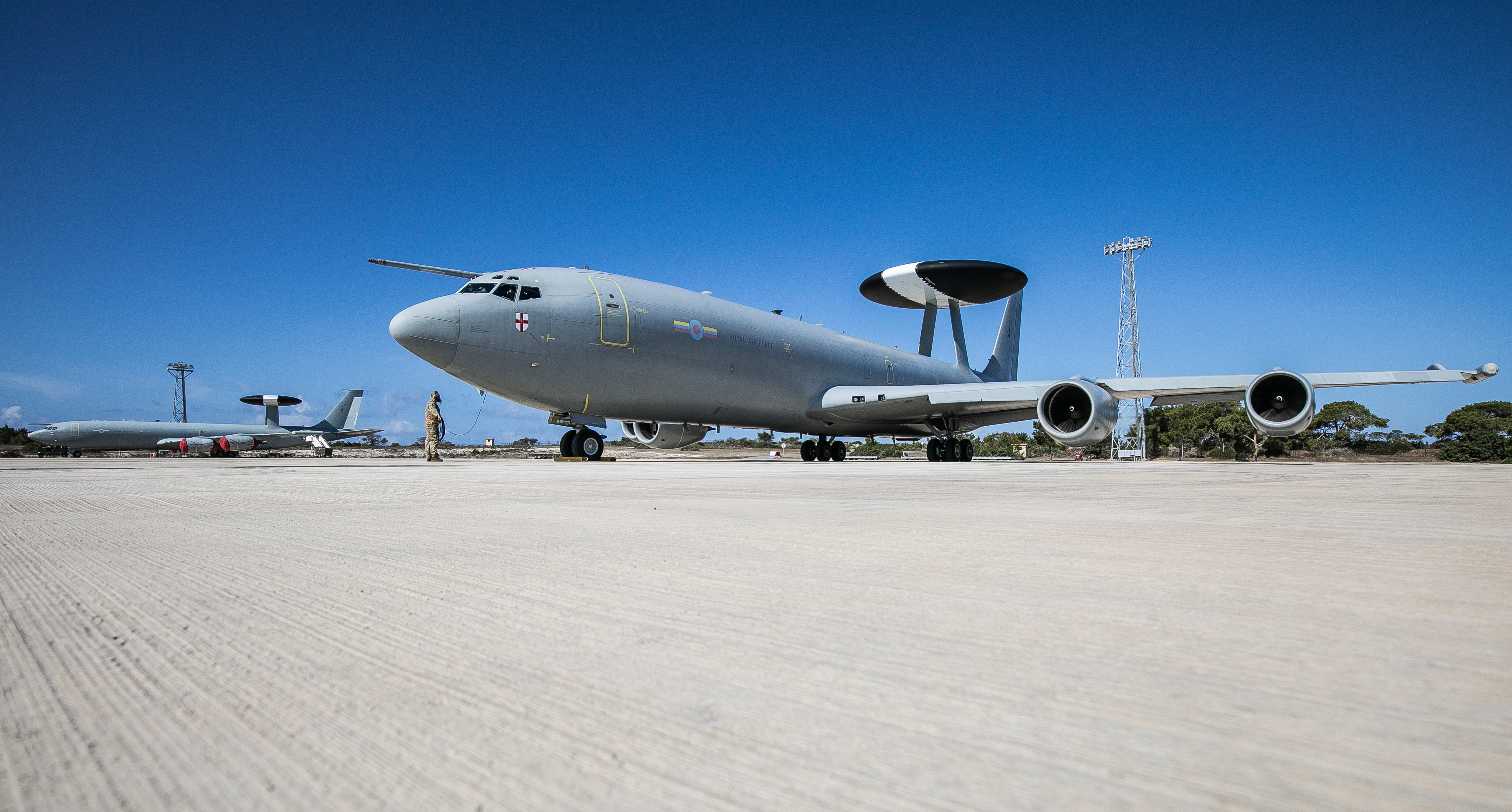
E-3D.
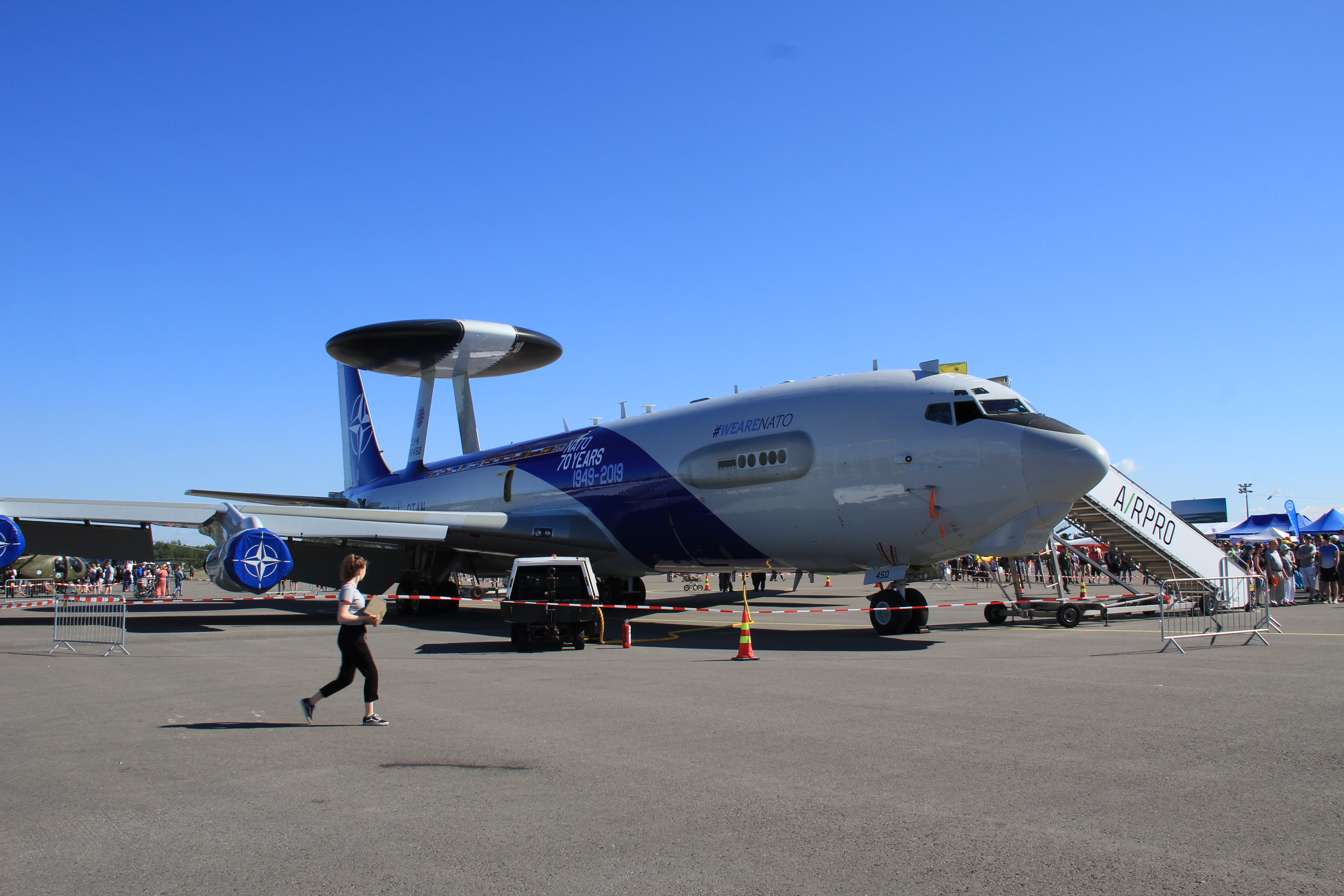
E-3A.
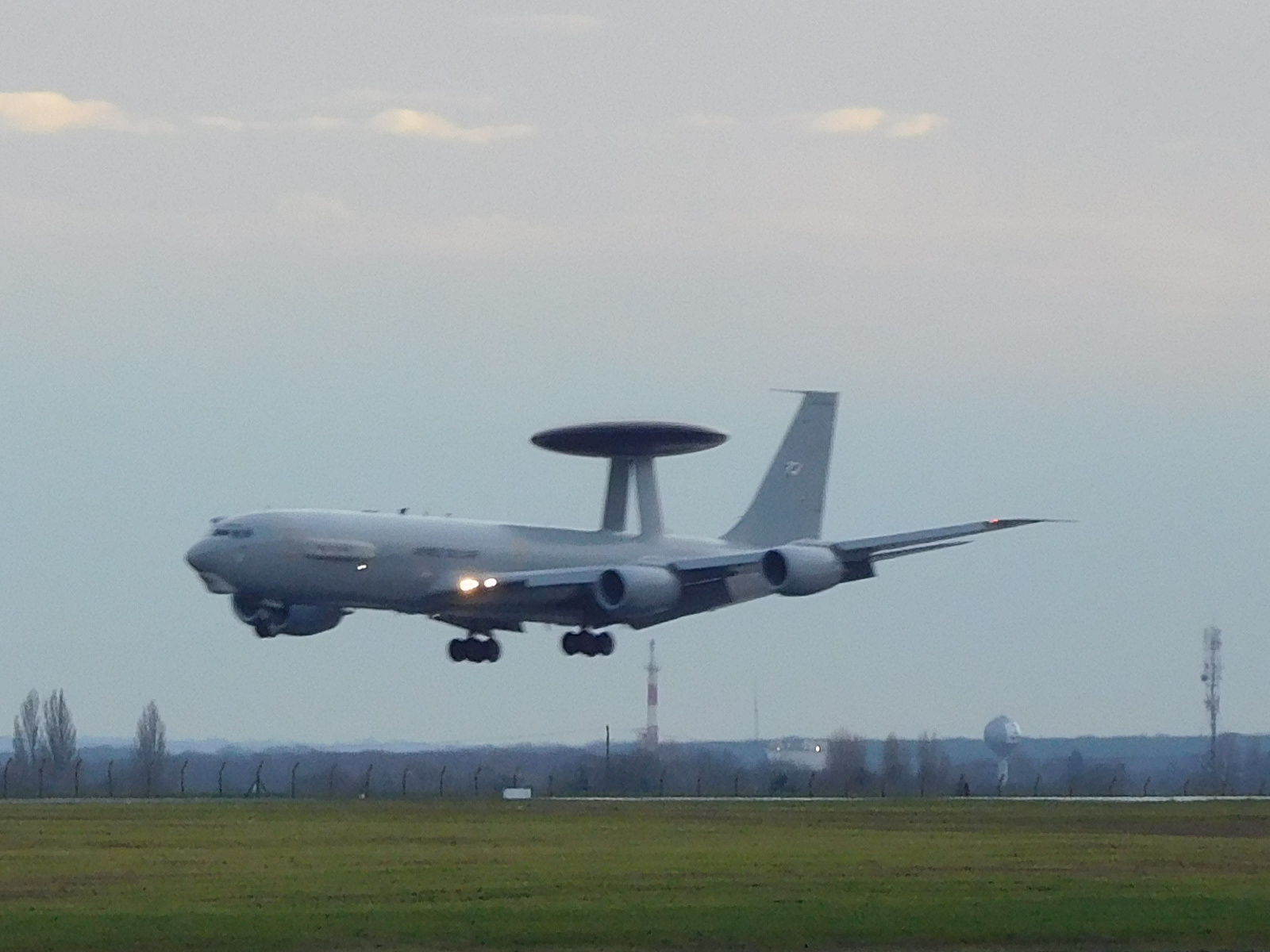
E-3F.
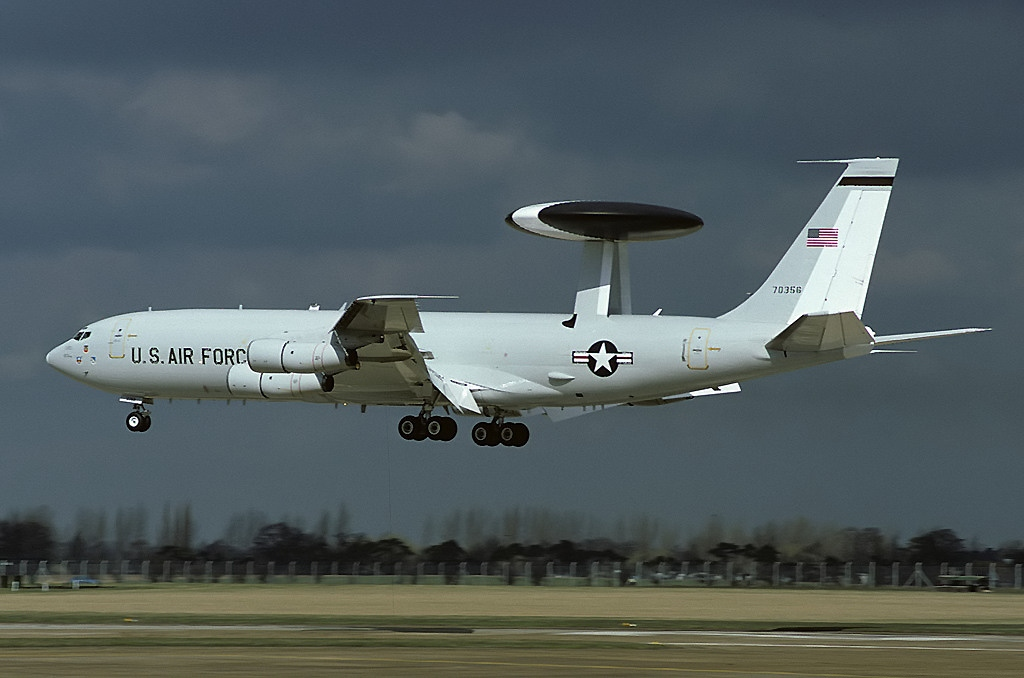
E-3B.